# Makamba (provins)
Makamba är en av Burundis 18 provinser. Huvudorten är Makamba. År 2008 hade provinsen 430 899 invånare.